# Rudolph Loewenstein
Pour les articles homonymes, voir Loewenstein.
Rudolph Maurice Loewenstein, né le 17 janvier 1898 à Łódź en Pologne et mort le 14 avril 1976 à New York, est un neurologue et psychanalyste américain d'origine polonaise. Il est connu comme l'un des fondateurs de l'école psychanalytique américaine, l'Ego psychology.

## Biographie
Rudolph Loewenstein est né le 17 janvier 1898 à Łódź en Pologne d'une famille juive de Galicie polonaise. Il fait ses études secondaires à Zurich, puis ses études de médecine et de neurologie à la faculté de médecine de l'université de Berlin. Il se forme à l'Institut psychanalytique de Berlin en 1923-1925, où il est analysé par Hanns Sachs et fait un contrôle avec Max Eitingon et il est admis comme membre de la Société allemande de psychanalyse (DPG) en 1925. Il est nommé assistant à la policlinique psychanalytique. 
Max Eitingon le recommande à René Laforgue qui cherche des didacticiens pour former les psychanalystes français, et Rudolph Loewenstein s'installe à Paris en 1925. Il forme ainsi la première génération d'« analystes analysés » français. Il  est membre fondateur de la Société psychanalytique de Paris en 1926, aux côtés de Marie Bonaparte, René Laforgue, Eugénie Sokolnicka, Edouard Pichon notamment et en devient le secrétaire. En 1927, il participe à la création de la Revue française de psychanalyse, financée par Marie Bonaparte. Jusqu'en 1939, il est le principal analyste didacticien des deux premières générations d'analystes français, notamment d'Adrien Borel en 1925 ou 1926, Jacques Lacan entre 1933 et 1939 ; ainsi que de Sacha Nacht, Daniel Lagache, et Blanche Reverchon. 
Il est naturalisé français en 1930. Il reprend ses études à la faculté de médecine de Paris et soutient en 1935 sa thèse intitulée La conception psychanalytique des troubles de la puissance sexuelle chez l'homme, sous la présidence du neurologue Henri Claude en 1935. Il dirige un séminaire à la Société psychanalytique de Paris jusqu'en 1939. Il est mobilisé comme médecin dans l'armée française et obtient la Croix de guerre. Après l'Armistice, il se réfugie à Marseille, où il exerce la psychanalyse jusqu'à son départ en 1942 pour les États-Unis. Il s'installe à New York et est accepté comme membre de la New York Psychoanalytic Society dont il devient l'un des didacticiens en 1942, et son président en 1950-1952. Il est président de l'American Psychoanalytic Association en 1957-1958, et vice-président de l'Association psychanalytique internationale de 1965 à 1967.
Il épouse en 1946 Elisabeth Rozetta Geleerd, psychanalyste d'origine néerlandaise et ils ont un fils, Richard Joseph Loewenstein, psychiatre.

## Ego psychology
Il est l'un des promoteurs, avec Ernst Kris et Heinz Hartmann, de l'Ego psychology. Cette orientation théorique privilégie le Moi plutôt que l'inconscient et en fait le centre de la vie psychique, la cure psychanalytique devant œuvrer à promouvoir le Moi autonome.

## Publications
- Psychanalyse de l'antisémitisme, PUF, 2001,  (ISBN 213051670X)
- L'œuvre clinique : ouvrage constitué de treize articles publiés dans la Revue française de psychanalyse et dans l'Évolution psychiatrique, Bibliothèque des Introuvables, 2005,  (ISBN 2845752229)